# Joan Manuel Tresserras i Gaju
Joan Manuel Tresserras i Gaju (Rubí, 27 de maig del 1955) va ser conseller de Cultura i Mitjans de Comunicació de la Generalitat de Catalunya entre el 2006 i el 2010 durant el govern d'Entesa, presidit per José Montilla. Entre el 2016 i 2024 va ser president de la Fundació Josep Irla, vinculada a Esquerra Republicana de Catalunya.

## Biografia
Nascut a Rubí (Vallès Occidental) l'any 1955. És doctor en Ciències de la Informació. Professor del Departament de Mitjans, Comunicació i Cultura de la Facultat de Ciències de la Comunicació de la Universitat Autònoma de Barcelona, especialitzat en Història de la Comunicació, l'anàlisi de la Societat de la informació, i l'estudi de les Indústries Culturals i la cultura de masses. També ha impartit docència sobre gestió cultural, comunicació política, polítiques de comunicació i anàlisi de mitjans.
Va rebre el premi extraordinari de Doctorat en Ciències de la Informació (1988-1989), el premi d'investigació sobre Comunicació de Masses de la Generalitat de Catalunya (1989), i el premi d'assaig Joan Fuster (1994). Autor, entre d'altres, de El Regne del Subjecte (1987) i Cultura de masses i postmodernitat (1994), conjuntament amb Enric Marín, de D'Ací i D'Allà, aparador de la modernitat (1993), i de La gènesi de la societat de masses a Catalunya 1888-1939 (1999), amb Francesc Espinet. Ha estat autor d'una cinquantena de textos i articles acadèmics sobre comunicació social i coautor dels informes Seguiment de l'impacte social de les noves tecnologies de la informació i la comunicació, patrocinat per la Fundació Jaume Bofill, i Un segle de recerca sobre comunicació a Catalunya. Va coordinar el bloc "Cultura" de l'Informe per a la Catalunya del 2000 (1999).
Ha estat director del Departament de Periodisme i Ciències de la Comunicació de la UAB (1991-1993) i coordinador de la llicenciatura de Periodisme a la mateixa universitat (1997-1999). Membre de la Comissió Assessora sobre Publicitat Institucional de la Generalitat (1998-1999), conseller de la Corporació Catalana de Ràdio i Televisió (2000), conseller del Consell de l'Audiovisual de Catalunya, responsable de recerca, estudis i publicacions (2000-2006), president de la Mesa per a la Diversitat en l'Audiovisual (2005-2006) i membre de la Comissió Mixta de Transferències Estat-Generalitat (2004-2006).
El 2006 va ser nomenat conseller de Cultura de la Generalitat com a independent proposat per ERC i en acabar el mandat del govern Montilla el 2010 va tornar a la seva activitat docent a la UAB. Va ser rellevat per Ferran Mascarell, curiosament Mascarell també havia estat el predecessor de Tresserras. Vint dies abans de les eleccions al Parlament de Catalunya 2010 es va afiliar a ERC perquè "l'independentisme com acció democràtica i d'esquerres té com a referent organitzatiu Esquerra". Col·labora en alguns mitjans de comunicació, com Crític.
El gener de 2019 va presentar el llibre "Obertura republicana. Catalunya, després del nacionalisme" escrit amb Enric Marín plantejant la superació dels postulats nacionalistes amb els vectors de sobirania nacional, progrés social i radicalitat democràtic en el projecte de la república catalana.

## Obres
- El Regne del Subjecte (1987)
- La colònia de la cultura o la cultura de la colònia (Editorial Empuries) (1988) coautor amb el pseudònim d' Aurora Puigmadrona amb Enric Marín i Francesc Espinet.
- Cultura de masses i postmodernitat (1994), amb Enric Marín.
- D'Ací i D'Allà, aparador de la modernitat (1918-1936) Llibres de l'Índex (1993)
- Un segle de recerca sobre comunicació a Catalunya. Cap. II y III amb Josep Lluís Gómez Mompart (1997)
- La gènesi de la societat de masses a Catalunya 1888-1939 (1999), amb Francesc Espinet
- Obertura republicana. Catalunya després del nacionalisme (2019) (Pòrtic) coautor amb Enric Marín